# Кольо Карамфилов
Николай Илиев Карамфилов, по-известен като Кольо Карамфилов, е български художник – живописец, график и скулптор. Работи и в жанрове на визуалните изкуства като пърформанс, арт инсталации, фотография и интериорен дизайн.

## Биография
Кольо Карамфилов е роден на 7 декември 1963 г. в Пловдив. През 1982 г. завършва сценография в Средното художествено училище в Пловдив. Още като съвсем млад е приет за член на СБХ и печели няколко награди.
През 1989 г. създава авангардната група „Ръб“ и е един от идеолозите на артистичната организация, наред с изкуствоведа Димитър Грозданов, Албена Михайлова, Димитър Митовски, Емил Миразчиев, Моника Роменска, Надя Генова, Румен Жеков.
По-късно през 1995 г. създава група „Диско 95“ с друг член на „Ръб“, Димитър Митовски. През 2010 г. започва началото на проекта „Мерси“ със Стефан Божков.
През 2008 г. създава галерия U.P.A.R.K. в Пловдив.
От 1983 г. до смъртта си през 2014 г. осъществява над 30 самостоятелни изложби и участва в множество групови изяви в България и чужбина. Негови творби са притежание на множество частни колекции в България и чужбина.
Умира на 12 януари 2014 г. в Пловдив.

### Семейство
Кольо Карамфилов има два брака: през 1992–2000 е женен за интериорната  дизайнерка и художничка Ина Дамянова, от която е синът му, младият поет Росен Карамфилов, а през 2009 г. сключва брак с дъщерята на актьора Наум Шопов, Лиза Шопова.

## Памет
На Кольо Карамфилов е наречена улица в квартал „Студентски град“ в София (Карта).

## Творчество
Като сценограф Карамфилов е работил с режисьорите Петринел Гочев, Андрей Жолдак (Украйна), Димитър Еленов, Лиза Шопова. В киното е бил художник на филмите „Хълмът на боровинките“ на Александър Морфов, „Пазачът на мъртвите“ на Илиян Симеонов и „Аве“ на Константин Божанов.
Режисьор и сценарист е на филма „Казабланка“, с който взима наградата на Jameson за късометражно кино на София Филм Фест 2014 г.

### Изложби
По-важни изложби в чужбина са:
- 1998 – Български културен център – Москва, Русия,
- 1998 – Нигата, Япония,
- 2001 – Ашау, Германия
- 1998 – Български културен център – Токио, Япония
- 2009 – Ашау, Германия,
- 2010 – „Дом Витгенщайн“, Виена, Австрия,
- 2010 – Галерия „Сердика“, Варшава, Полша,
- 2010 – Български културен център – Париж, Франция.

Посмъртно:
- 27 май – 8 юни 2014 – Галерия „Нюанс“, София[3]
- 13 април – 23 април 2016 – Изложба „Кольо Карамфилов: Обично“, Галерия „Червената точка“, София[4]
- 20 ноември 2018 – 10 януари 2019 – Галерия „L’union de Paris“ – Пловдив[5]
- 7 януари – 30 януари 2019 – Изложба „Необозримо за Кольо К.“ – Градска художествена галерия, Пловдив[6]

### Награди
По-важни награди:
- 1987 – Бронзов медал от III Mеждународно триенале, Варна,
- 1989 – Награда на VIII Mладежка изложба,
- 1995 – „Гран при“ от Първото международно триенале на графиката, София,
- 1997 – Стипендия „Сите дез Артс“, Париж,
- 2004 – Награда за изкуство „Пловдив“.